# جيمي ويلبيرن
جيمي ويلبيرن (بالإنجليزية: Jimmy Wilburn)‏ هو مهندس أمريكي، ولد في 25 نوفمبر 1908، وتوفي في 26 أغسطس 1984.